# The Yellow Canary
The Yellow Canary (bra A Senha do Crime) é um filme estadunidense de 1963, do gênero suspense, dirigido por Buzz Kulik, com roteiro de Rod Serling baseado no romance Evil Come, Evil Go, de Whit Masterson, publicado em 1961.

## Sinopse
Obcecado pela fama a qualquer preço, cantor deixa família em segundo plano, até que sequestram seu filho. Para enfrentar a situação, ele precisa se reaproximar da mulher.c